# Đelmiš
Đelmiš je hrvatska bunjevačka plemićka obitelj iz Bačke.
Plemstvo su dobili 31. ožujka 1699. godine u Laksenbergu Petar Đelmiš, supruga mu Stanka, brat Jakov i supruga mu Oliva, a u registar bačkih plemića upisani su 29. siječnja 1719. godine.
Potomstvo ove plemenitaške žive i danas u Bačkoj, uglavnom u Subotici i subotičkoj okolici.